# Katensen
Katensen is een plaats in de Duitse gemeente Uetze, deelstaat Nedersaksen, en telde, volgens een door de Duitse Wikipedia geraadpleegd artikel uit een lokale krant, eind 2021 763 inwoners. Tot 1934 werd de plaatsnaam „Catensen“ geschreven.
Het, weinig belangrijke, boeren- en forensendorpje ligt ten oosten van een uitgestrekt bosgebied.

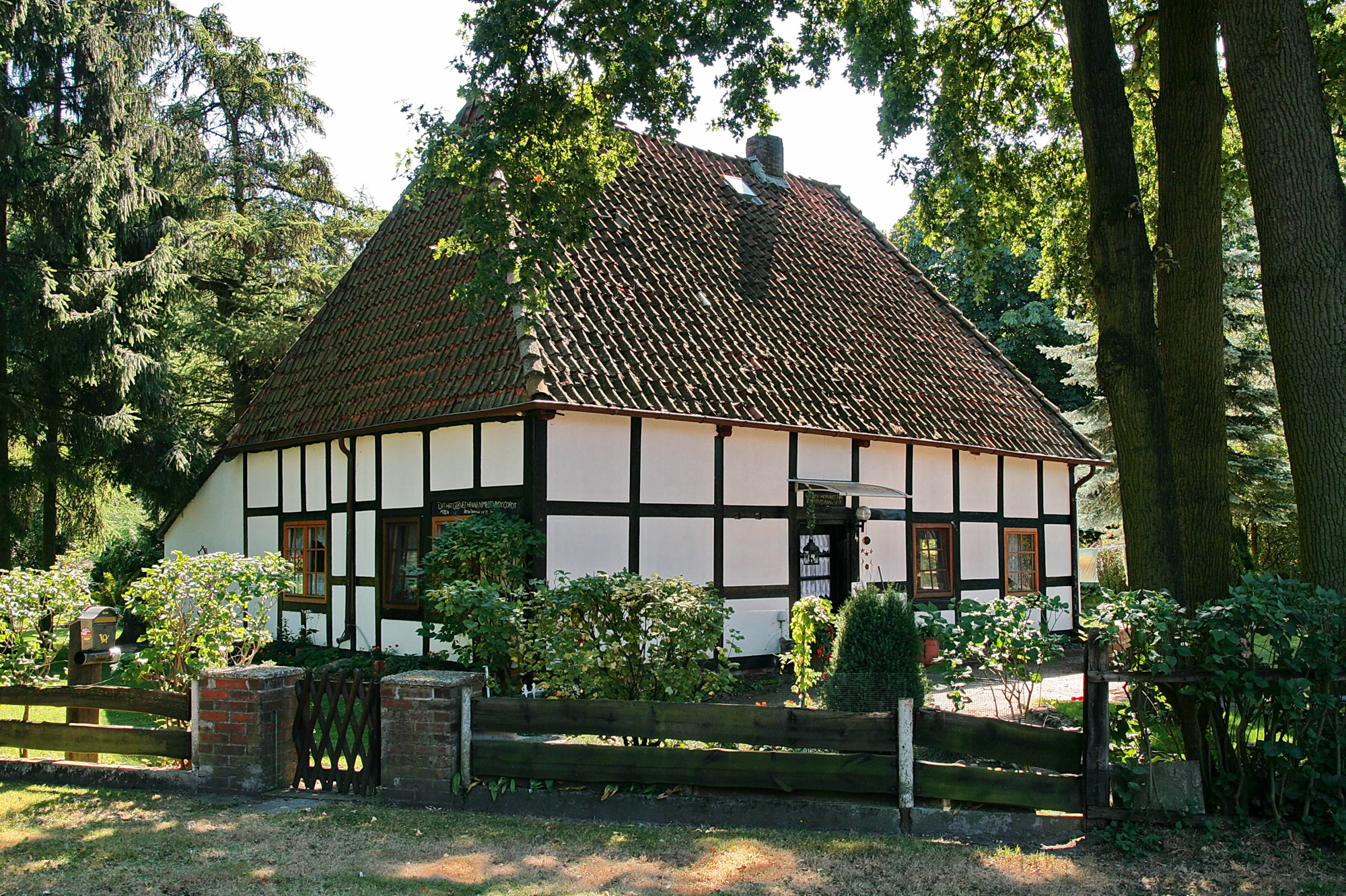
Vakwerkhuisje in Katensen